# Sam Jones
Sam Jones (Wilmington, 24 de junho de 1933 — Flórida, 30 de dezembro de 2021) foi um basquetebolista e treinador norte-americano que atuou como ala-armador.

## Carreira
Como jogador, defendeu apenas o Boston Celtics, com o qual conquistou oito títulos seguidos da NBA e tornou-se um dos maiores ídolos da equipe. Já como treinador, comandou equipes como o Washington Bullets e o Seattle SuperSonics, além de ficar seis anos no comando do Celtics.
Jones foi introduzido ao Basketball Hall of Fame em 1984.

## Morte
Jones morreu em 30 de dezembro de 2021, aos 88 anos de idade, na Flórida.

## Estatísticas
| † | Campeão da temporada |

### Como jogador
Temporada regular
| Ano      | Equipe   | PJ  | MPJ  | AP   | LL   | RT  | AS  | PPJ  |
| -------- | -------- | --- | ---- | ---- | ---- | --- | --- | ---- |
| 1957–58  | Boston   | 56  | 10.6 | .429 | .714 | 2.9 | 0.7 | 4.6  |
| 1958–59  | Boston † | 71  | 20.6 | .434 | .770 | 6.0 | 1.4 | 10.7 |
| 1959–60  | Boston † | 74  | 20.4 | .454 | .764 | 5.1 | 1.7 | 11.9 |
| 1960–61  | Boston † | 78  | 26.0 | .449 | .787 | 5.4 | 2.8 | 15.0 |
| 1961–62  | Boston † | 78  | 30.6 | .464 | .818 | 5.9 | 3.0 | 18.4 |
| 1962–63  | Boston † | 78  | 30.6 | .476 | .793 | 5.2 | 3.2 | 19.7 |
| 1963–64  | Boston † | 76  | 31.3 | .450 | .783 | 4.6 | 2.7 | 19.4 |
| 1964–65  | Boston † | 80  | 36.1 | .452 | .820 | 5.1 | 2.8 | 25.9 |
| 1965–66  | Boston † | 67  | 32.2 | .469 | .799 | 5.2 | 3.2 | 23.5 |
| 1966–67  | Boston   | 72  | 32.3 | .454 | .857 | 4.7 | 3.0 | 22.1 |
| 1967–68  | Boston † | 73  | 33.0 | .461 | .827 | 4.9 | 3.0 | 21.3 |
| 1968–69  | Boston † | 70  | 26.0 | .450 | .783 | 3.8 | 2.6 | 16.3 |
| Carreira | Carreira | 871 | 27.9 | .456 | .803 | 4.9 | 2.5 | 17.7 |

Playoffs
| Ano      | Equipe   | PJ  | MPJ  | AP   | LL   | RT  | AS  | PPJ  |
| -------- | -------- | --- | ---- | ---- | ---- | --- | --- | ---- |
| 1958     | Boston   | 8   | 9.4  | .455 | .688 | 3.0 | 0.5 | 3.9  |
| 1959     | Boston † | 11  | 17.5 | .370 | .846 | 5.7 | 1.5 | 10.3 |
| 1960     | Boston † | 13  | 15.2 | .385 | .810 | 3.2 | 1.4 | 8.2  |
| 1961     | Boston † | 10  | 25.8 | .446 | .886 | 5.4 | 2.2 | 13.1 |
| 1962     | Boston † | 14  | 36.0 | .444 | .700 | 7.1 | 3.1 | 20.6 |
| 1963     | Boston † | 13  | 34.6 | .484 | .831 | 6.2 | 2.5 | 23.8 |
| 1964     | Boston † | 10  | 35.6 | .506 | .735 | 4.7 | 2.3 | 23.2 |
| 1965     | Boston † | 12  | 41.3 | .459 | .869 | 4.6 | 2.5 | 28.6 |
| 1966     | Boston † | 17  | 35.4 | .449 | .838 | 5.1 | 3.1 | 24.8 |
| 1967     | Boston   | 9   | 36.2 | .459 | .862 | 5.1 | 3.1 | 26.7 |
| 1968     | Boston † | 19  | 36.1 | .441 | .786 | 3.4 | 2.6 | 20.5 |
| 1969     | Boston † | 18  | 28.6 | .419 | .797 | 3.2 | 2.1 | 16.8 |
| Carreira | Carreira | 154 | 30.2 | .447 | .811 | 4.7 | 2.3 | 18.9 |

## Prêmios e homenagens
- Membro do Naismith Basketball Hall of Fame: 1984
- Número 24 aposentado pelo Boston Celtics

NBA
- 10 vezes Campeão da NBA: 1959, 1960, 1961, 1962, 1963, 1964, 1965, 1966, 1968 e 1969
- Cinco vezes NBA All-Star: 1962, 1964, 1965, 1966 e 1968
- Três vezes All-NBA Team: 1965, 1966 e 1967 (segundo time)
- Um dos 50 grandes jogadores da história da NBA
- Um dos 75 maiores jogadores da história da NBA

### Recordes
NBA
Pelos Celtics (temporada regular)
- 10.º com mais jogos na história da franquia: 871 jogos
- 7.º com mais pontos na história da franquia: 15.411 pontos
- 6.º com mais cestas convertidas na história da franquia: 6.271 cestas
- 9.º com mais lances livres convertidos na história da franquia: 2.869 lances livres